# Позмогово
Позмогово — деревня в Советском районе Кировской области в составе Родыгинского сельского поселения.

## География
Находится на правом берегу реки Немда на расстоянии примерно 6 км по прямой на юг от районного центра город Советск.

## История
Известна с 1873 года как деревня Анисимовская (Позмогово), в которой дворов 28 и жителей 234, в 1905 38 и 235, в 1926 34 и 179, в 1950 18 и 78. В 1989 году оставалось 9 жителей.

## Население
Постоянное население составляло 9 человек (русские 100 %) в 2002 году, 0 в 2010.